# Kiril Kirilenka
Kiril Kirilenka (belaruszul: Кірыл Кірыленка; Oroszul: Кирилл Кириленко; Minszk, 2000. október 8. –) fehérorosz korosztályos válogatott labdarúgó, jelenleg a BATE Bariszav játékosa.

## Pályafutása
A Minszk akadémiáján nevelkedett, majd 2017. április 2-án bejelentették, hogy a Dinama Breszthez szerződött. Eközben a német RB Leipzig érdeklődött iránta. Április 30-án debütált az első csapatban a bajnokságban a Szlavija-Mazir ellen. 2019 januárjában aláírt a BATE Bariszav labdarúgócsapatához.